# Creoda de Mercia
Creoda (Cryda O Crida, siglo VI) puede haber sido el primer rey del reino anglosajón de Mercia, gobernando hacia el fin del siglo VI.
A pesar de que se le menciona en una genealogía en la Crónica anglosajona, a Creoda no se le concede el título de rey. Su existencia es discutida por algunos eruditos. Barbara Yorke escribió: "Aun es posible que alguna clase de lista de reyes pudiera ser la fuente de la información (aunque las listas de Worcester empiezan con Penda), estas entradas podrían ser nada más que inteligentes ejercicios de suposición basados en los nombres derivados de Bede y de la genealogía de Æthelred, mientras que las fechas parecen para influidas por una entrada en la Crónica anglosajona para la muerte de un Creoda de Wesex...Las fuentes supervivientes nos permiten decir con seguridad poco más que el reino de Mercia ya existía a finales del siglo VI."
La opinión de Yorke fue compartida por el Profesor de Historia Medieval Nicholas Brooks, que escribió: "Pese a la tentativa de defensa del Profesor Davies sobre la historicidad de este material, no puede afirmarse con certeza que lo que hay tras esas entradas dispersas en las obras de Henry de Huntingdon, Roger de Wendover y Matthew París sea algo más importante que meras conjeturas ingeniosas de un monje inglés, quizás de una época tan posterior como de comienzos del siglo XII, partiendo de los nombres disponibles en Bede, la genealogía real Mercian y la Crónica anglosajona. Con esta interpretación no sería sorprendente que ellos encajaran más o menos los fragmentos de información que tenemos en la historia temprana de Mercia; para el compilador de estas entradas puede haber tenido acceso a las mismas fuentes que están disponibles para nosotros."
La sugerencia que Creoda era un rey de Mercia puede encontrarse en la Historia Anglorum, escrita por Henry de Huntingdon en la primera mitad del siglo XII. La presunta muerte de Creoda fue reportada por Henry de Huntingdon como sucedida en 593, pero parece estar basada en una confusión, porque en aquel año la muerte de un hombre llamado Crida está especificado, pero el contexto sugiere que el fallecido era de Wessex  y no de Mercia.
Creoda aparece en la geneología merciana en el Anglian colección como hijo de Cynewald y bisnieto de Icel, el epónimo antepasado de su familia, los Iclingas.